# فرانك جاي أيريس
فرانك جاي أيريس (بالإنجليزية: Frank J. Ayres)‏ هو رياضياتي أمريكي، ولد في 1901، وتوفي في 1994.